# یواس‌اس مارگارت (آی‌دی-۲۵۱۰)
یواس‌اس مارگارت (آی‌دی-۲۵۱۰) (به انگلیسی: USS Margaret (ID-2510)) یک زیردریایی بود که طول آن ۳۳۸ فوت (۱۰۳ متر) بود.